# 세르게이 브린
세르게이 미하일로비치 브린(러시아어: Серге́й Миха́йлович Брин, 영어: Sergey Brin 서게이 브린[*], 1973년 8월 21일 ~)은 소비에트 연방 출신의 미국 시민권자 기업인으로서 래리 페이지와 함께 구글을 창립했다.
브린은 러시아의 모스크바에서 모스크바 대학을 졸업한 유대인 부부의 아들로 태어났다. 6살 때 미국으로 이민간 그는 후에 메릴랜드 대학에서 수학과 교수로 재직하게 된 아버지 덕분에 수학에 많은 흥미를 보였으며, 이를 계기로 그는 고등학교 졸업 후 메릴랜드 대학에 입학하여 수학과 컴퓨터 과학 전공으로 학부를 마쳤다. 이후 그는 스탠포드 대학교 대학원으로 진학하여 컴퓨터 과학을 전공하였다. 컴퓨터 과학 석사학위를 취득한 그는 박사과정을 밟았으나, 도중에 래리 페이지를 만나 박사과정을 그만두고 1998년 친구의 차고에서 구글을 창립하였다.
브린은 현재 구글의 기술 부문 사장(President of Technology)이며 2008년 3월 5일 현재 약 187억 달러의 순자산(net worth)을 가지고 있으며 세계 32번째 부자이다. 2016년 3월 구글의 자회사인 딥마인드가 개발한 알파고(AlphaGo) 인공지능 바둑 프로그램과 한국 이세돌의 바둑 대국을 관전하기 위해 처음으로 한국을 방문했다.

## 학력
- 엘리너 루즈벨트 고등학교 (졸업) (~1990년)
- 메릴랜드 대학교 컴퓨터과학 (학사) (1990년-1993년)
- 스탠퍼드 대학교 컴퓨터과학 (석사) (1993년~1995년)